# Mały Iwiec
Mały Iwiec – część wsi Iwiec w Polsce położona w województwie kujawsko-pomorskim, w powiecie tucholskim, w gminie Cekcyn.
W latach 1975–1998 Mały Iwiec administracyjnie należał do województwa bydgoskiego.